# Thiodia caradjana
Thiodia caradjana is een vlinder uit de familie bladrollers (Tortricidae). De wetenschappelijke naam is voor het eerst geldig gepubliceerd in 1916 door Kennel.
De soort komt voor in Europa.